# Пивниці
Пивниці (серб. Пивнице) — село в Сербії, належить до общини Бачка-Паланка Південно-Бацького округу в багатоетнічному, автономному краю Воєводина.

## Населення
Населення села становить 3953 особи (2002, перепис), з них:
- словаки — 2935 — 76,53%;
- серби — 704 — 18,35%;
- роми — 51 — 1,32%;

Решту жителів  — з десяток різних етносів, зокрема: югослави, румуни, німці і кількадесятків русинів-українців.

## Персоналії
- Богомольний Володимир Сергійович — полковник, начальник артилерії Південної групи Дієвої армії УНР. Помер у селі.